# Mary Dyer

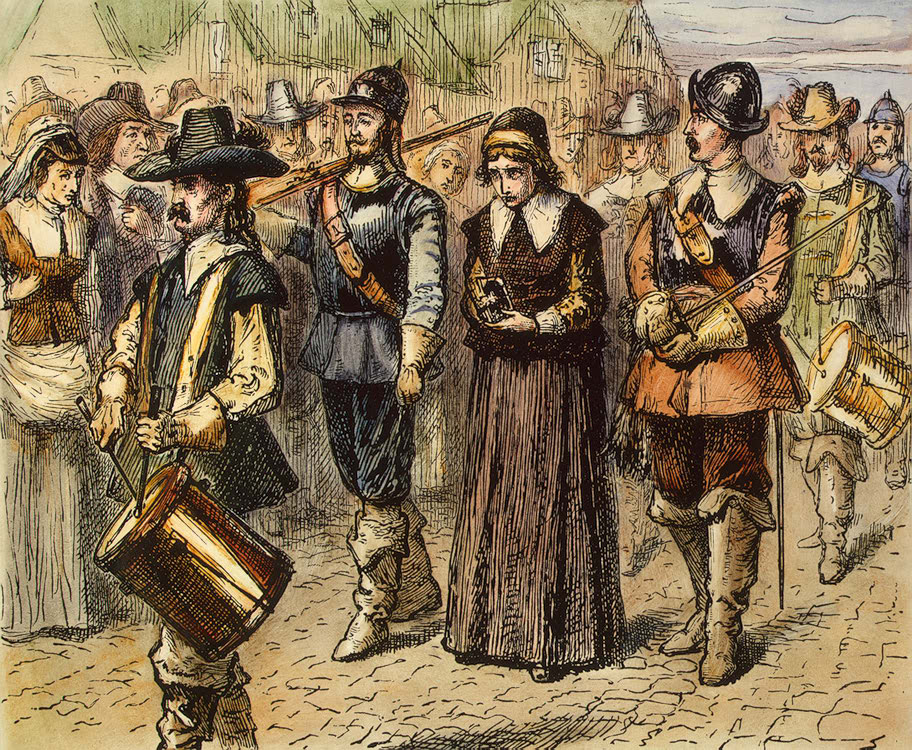
Mary Dyer led to execution on Boston Common, 1 June 1660 (autor necunoscut).

Mary Dyer (n. ca. 1611 în Londra - d. 1 iunie 1660 în Boston) a fost o adeptă religiei quakeri care a luat naștere pe la mijlocul secolului XVII în nord-vestul Angliei de unde s-a extins în țările unde s-a vorbit limba engleză ca America și Africa. Ea a fost una dintre ultimii martiri care au murit din motiv   religioas în America de Nord. Deoarece n-a acceptat interdicția de a nu intra în Boston (Massachusetts) a fost condamnată la moarte prin spânzurare.

## Biografie
In anul 1637 cunoaște Mary Dyer pe Anne Hutchinson, de la care a preluat credința,  care propăvăduia idea că Dumnezeu ia direct contact cu fiecare credincios nefiind nevoie de cler ca și intermediar. Ea ia parte la adunări religioase, ține prelegeri din biblie și intră astfel în conflict cu legile religioase din colonia Boston. In anul 1638 i se va interzice să mai rămână în oraș, asrfel comunitatea religioasă se va muta la Portsmouth pe insula Rhode Island. In anul 1652 Mary Dyer împreună cu soțul ei se întorc în Anglia unde cunoaște pe George Fox care o convertește la religia quakerilor. Reîntorcându-se în America de Nord (1657), i se va interzice din nou de a intra în Boston, ea va propăvădui noua religie în colonia New-England (Noua Anglie), în 1658 este arestată  in New Haven in Connecticut, după ce va ieși din închisoare se reîntoarce în Massachusetts unde întreține legături cu membrii sectei religioase. In cele din urmă va fi arestată din nou în anul 1660 și în ciuda rugăminților soțului și copiilor ei nu renunță la credința ei fiind osândită la data de 31 mai 1660 la moarte prin spânzurare. Azi există un monument al ei în fața Capitolului din Boston.